# الجامعة الأوروبية بتونس
الجامعة الأوروبية بتونس (بالفرنسية: Université européenne de Tunis)‏ هي جامعة خاصة تتكون من عدة معاهد في تونس العاصمة أسست في 2006، ولديها عدة اتفاقيات شركة مع مؤسسات أوروبية.

## التاريخ
أسست الجامعة في 2006 من قبل عبد الرؤوف التبوربي، المتحصل على درجة فارس من وسام الاستحقاق الوطني الفرنسي في يوليو 2013، لأعماله لصالح التعليم في تونس. الجامعة الأوروبية بتونس تدين ببعدها الأوروبي لشراكاتها على المستوى الدولي، مساهمة بذلك في تطوير وتنمية نظام التعليم الأوروبي في تونس.

## مكوناتها
تتكون الجامعة من:
- معهد الدراسات السياسية بتونس: أول معهد للدراسات السياسية في تونس،[3] تقدم برنامجا متعدد التخصصات يرتكز على القانون والعلوم الاجتماعية والعلوم الإنسانية.
- فاتل تونس (Vatel Tunis): مدرسة دولية متخصصة في إدارة الضيافة الفندقية والسياحة.
- أوروب دو كوم (Europe de com): معهد إدارة الاتصال والتسويق والإعلام.
- مركز اللغات: تنمية المهارات اللغوية للطلاب.
- مركز أبحاث الجامعة الأوروبية بتونس (CRUET).

## التخصصات
تقدم الجامعة في إطار مدارسها ومعاهدها المخلتفة عدة إجازات جامعية وماجستير وماجستير إدارة الأعمال في القانون والعلوم السياسية والعلاقات الدولية وإدارة الضيافة الفندقية والسياحة والاتصال والتسويق والإعلام معترف بها من قبل وزارة التعليم العالي والبحث العلمي التونسية ولكن أيضا معترف به دوليا عبر «مجلس الاعتماد الأوروبي لمدارس التعليم العالي» (European Accreditation Board of Higher Education Schools).

## الشراكات الدولية
أنشأت الجامعة عدة إتفاقيات شراكة مع مؤسسات ومنظمات دولية:
| - مدرسة فاتل الفندقية. - معهد الإدارة والتواصل بين الثقافات. - معهد الدراسات السياسية بباريس. - الجمعية الفرنسية للعلوم السياسية. - الجمعية الفرنسية للتسويق. - تي في 5 موند. - الجمعية الدولية للعلوم السياسية. - الجمعية الأوروبية لعلم الاجتماع. - الجمعية الأوروبية للتدريب الصحفي. - الرابطة الأوروبية للتعليم الدولي. - جمعية التقييم التربوي - أوروبا. | - المجلس الأوروبي لتعليم إدارة الأعمال. - الجمعية الأوروبية للدفاع عن حقوق الإنسان. - مجلس الاعتماد الأوروبي لمدارس التعليم العالي. - الكلية العليا للتجارة في باريس. - رابطة اتصالات الأعمال. - الرابطة الأوروبية للتعليم. - الجمعية الدولية للعلاقات العامة. - سيريوس أند إليغنت. - مركز الدراسات القانونية الأفريقية. - اللجنة الدولية لاعتماد البرامج التعليمية والتدريبية في الإدارة العامة. - يورهوديب. |

## مقالات ذات صلة
- معهد الدراسات السياسية بتونس

## روابط خارجية
- الموقع الرسمي للجامعة.